# Želenický vrch
Želenický vrch je skalnatý kopec nad údolím řeky Bíliny ležící asi 4 km jihozápadně od města Bíliny v Ústeckém kraji.

## Poloha

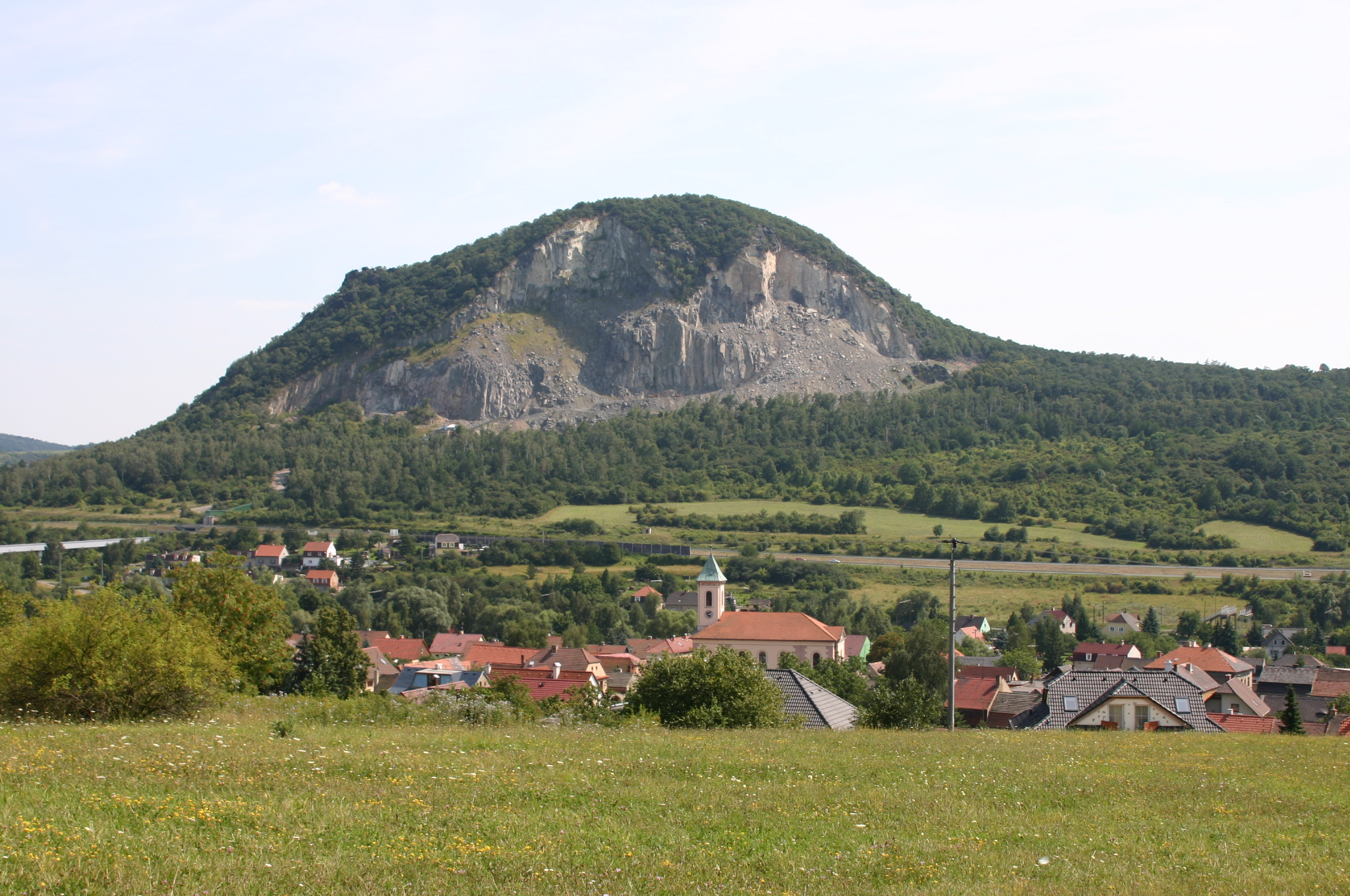
Želenický vrch a obec Želenice

Kopec se nachází ještě v okrese Most v katastrálním území obce Želenice a její osady Liběšice. Katastrální hranice prochází přímo vrcholkem, který se nachází 455 m nad mořem. Po severním úpatí vrchu vede silnice č. 13 (E442) směřující z Mostu na Bílinu, která jej zároveň spolu se železniční tratí a řekou Bílinou odděluje od Želenic, které leží necelý kilometr od něj. Na východní straně leží osada Liběšice, jižní část kopce směřuje pozvolna k pastvinám u obce Svinčice a na západě sousedí Želenický vrch se Zlatníkem.

## Geologie
Vrch vznikl vypreparováním lakolitu tvořeného sodalitickým fonolitem. Na jeho úbočích jsou patrné projevy mrazového zvětrávání jako mrazové sruby a balvanové proudy. Díky pokusným vrtům v kamenolomu je Želenický vrch nejlépe geologicky prozkoumaným vrcholem v Českém středohoří. Stáří znělce ze Želenického vrchu se odhaduje na 33 miliónů let. Hornina vykazuje zvláštnost v obsahu stopových prvků: extrémně nízké relativní obsahy niklu a chromu a naopak vysoké obsahy zirkonu a niobu.[zdroj?]
Na severní stěně funguje kamenolom firmy Keramost. Lokalita je proto z bezpečnostních důvodů pro veřejnost uzavřena. Těží se zde znělec, který se používá ve sklářském průmyslu do tavicích přísad.